# 石川葉子
石川 葉子（いしかわ ようこ、1977年5月4日 - ）はかつてセント・フォースに所属していたフリーアナウンサー。現在、活動休止中。

## 来歴・人物
- 東京都出身（出生は神奈川県逗子市[1]）、共立女子大学卒業。弟が1人いる[2]。
- 高校時代はバレーボール部に所属[3]。他にマラソンも得意で、東京マラソン2008に参加したこともある[4]。
- 2008年6月11日の自身の公式ブログにて、同年2月に4歳年上の会社員との結婚を発表した[5]。2010年7月27日に第1子（長女）を出産[6]。
- フォトグラファー・佐野美樹は高校時代からの親友[7]。また、2つ上の三須亜希子とも仲が良く、ブログにも度々登場する[7]。
- 2013年7月31日をもってセント・フォースを退社。同日付のブログで「アナウンサーのお仕事に一区切り、休止符を打つ[8]」と報告した。

## 過去に担当した番組
- 世界・ふしぎ発見!（ミステリーハンター、TBS系）
- はぴひる!（リポーター、TBS系）
- 速ホゥ!（テレビ東京系、商品中心の経済リポーター）
- ズームイン!!SUPER（不定期出演、『ズムとく!』担当 日本テレビ系）
- J-LEAGUE WIDE（ベンチリポーター、BS-TBS）